# Campionati polacchi di ciclismo su strada
I campionati polacchi di ciclismo su strada sono la manifestazione ciclistica annuale che assegna il titolo di Campione di Polonia. I vincitori hanno il diritto di indossare per un anno la maglia di campione polacco, come accade per il campione mondiale.
Solo dagli anni novanta le prove maschili sono diventate gara open, aperte a professionisti e dilettanti; precedentemente venivano assegnati titoli a livello dilettantistico.

## Campioni in carica
| Uomini Elite | Uomini Elite             |
| ------------ | ------------------------ |
| In linea     | Rafał Majka              |
| Cronometro   | Filip Maciejuk           |
| Donne Elite  |                          |
| In linea     | Katarzyna Niewiadoma     |
| Cronometro   | Agnieszka Skalniak-Sójka |

## Albo d'oro

### Titoli maschili
Aggiornato all'edizione 2025.
| Anno | Vincitore             | Secondo              | Terzo                 |
| ---- | --------------------- | -------------------- | --------------------- |
| 1995 | Andrzej Sypytkowski   | Grzegorz Rosoliński  | Jacek Mickiewicz      |
| 1996 | Dariusz Wojciechowski | Marek Leśniewski     | Tomasz Kłoczko        |
| 1997 | Piotr Wadecki         | Grzegorz Rosoliński  | Artur Krasiński       |
| 1998 | Tomasz Brożyna        | Grzegorz Gwiazdowski | Cezary Zamana         |
| 1999 | Cezary Zamana         | Piotr Przydział      | Andrzej Sypytkowski   |
| 2000 | Piotr Wadecki         | Zbigniew Piątek      | Dariusz Wojciechowski |
| 2001 | Radosław Romanik      | Zbigniew Piątek      | Paweł Niedźwiecki     |
| 2002 | Grzegorz Gronkiewicz  | Krzysztof Jeżowski   | Jarosław Zarębski     |
| 2003 | Piotr Przydział       | Zbigniew Piątek      | Grzegorz Kwiatkowski  |
| 2004 | Marek Wesoły          | Artur Krzeszowiec    | Krzysztof Jeżowski    |
| 2005 | Adam Wadecki          | Marcin Gebka         | Piotr Mazur           |
| 2006 | Mariusz Witecki       | Tomasz Marczyński    | Kazimierz Stafiej     |
| 2007 | Tomasz Marczyński     | Jacek Morajko        | Robert Radosz         |
| 2008 | Marcin Sapa           | Bartłomiej Matysiak  | Maciej Bodnar         |
| 2009 | Krzysztof Jeżowski    | Tomasz Smoleń        | Błażej Janiaczyk      |
| 2010 | Jacek Morajko         | Mariusz Witecki      | Maciej Bodnar         |
| 2011 | Tomasz Marczyński     | Tomasz Smoleń        | Maciej Paterski       |
| 2012 | Michał Gołaś          | Tomasz Smoleń        | Sylwester Janiszewski |
| 2013 | Michał Kwiatkowski    | Adrian Honkisz       | Łukasz Bodnar         |
| 2014 | Bartlomiej Matysiak   | Paweł Franczak       | Michał Podlaski       |
| 2015 | Tomasz Marczyński     | Michał Gołaś         | Paweł Bernas          |
| 2016 | Rafał Majka           | Marek Rutkiewicz     | Sylwester Janiszewski |
| 2017 | Adrian Kurek          | Marek Rutkiewicz     | Emanuel Piaskowy      |
| 2018 | Michał Kwiatkowski    | Maciej Bodnar        | Lukasz Owsian         |
| 2019 | Michał Paluta         | Paweł Cieślik        | Mateusz Taciak        |
| 2020 | Stanisław Aniołkowski | Szymon Sajnok        | Paweł Franczak        |
| 2021 | Maciej Paterski       | Alan Banaszek        | Łukasz Owsian         |
| 2022 | Norbert Banaszek      | Szymon Rekita        | Łukasz Owsian         |
| 2023 | Alan Banaszek         | Filip Maciejuk       | Marcin Budziński      |
| 2024 | Norbert Banaszek      | Bartosz Rudyk        | Patryk Stosz          |
| 2025 | Rafał Majka           | Paweł Bernas         | Mateusz Gajdulewicz   |

| Anno | Vincitore            | Secondo              | Terzo                |
| ---- | -------------------- | -------------------- | -------------------- |
| 1995 | Bernard Bocian       | Krzysztof Szafrański | Tomasz Brożyna       |
| 1996 | Piotr Chmielewski    | Tomasz Brożyna       | Bernard Bocian       |
| 1997 | Dariusz Baranowski   | Paweł Niedźwiecki    | Piotr Chmielewski    |
| 1998 | Piotr Przydział      | Bernard Bocian       | Andrzej Sypytkowski  |
| 1999 | Sebastian Wolski     | Tomasz Brożyna       | Bernard Bocian       |
| 2000 | Piotr Wadecki        | Marcin Sapa          | Bernard Bocian       |
| 2001 | Piotr Przydział      | Sławomir Kohut       | Krzysztof Szafrański |
| 2002 | Krzysztof Szafrański | Wojciech Pawlak      | Marcin Sapa          |
| 2003 | Tomasz Lisowicz      | Paweł Zugaj          | Sławomir Kohut       |
| 2004 | Sławomir Kohut       | Krzysztof Ciesielski | Dawid Krupa          |
| 2005 | Piotr Mazur          | Bartosz Huzarski     | Jarosław Rębiewski   |
| 2006 | Piotr Mazur          | Łukasz Bodnar        | Jarosław Rębiewski   |
| 2007 | Łukasz Bodnar        | Jarosław Rębiewski   | Mateusz Taciak       |
| 2008 | Łukasz Bodnar        | Maciej Bodnar        | Mateusz Taciak       |
| 2009 | Maciej Bodnar        | Bartosz Huzarski     | Mateusz Taciak       |
| 2010 | Jarosław Marycz      | Maciej Bodnar        | Marcin Sapa          |
| 2011 | Tomasz Marczyński    | Łukasz Bodnar        | Wojciech Ziółkowski  |
| 2012 | Maciej Bodnar        | Michał Kwiatkowski   | Łukasz Bodnar        |
| 2013 | Maciej Bodnar        | Michał Kwiatkowski   | Mateusz Taciak       |
| 2014 | Michał Kwiatkowski   | Maciej Bodnar        | Mateusz Taciak       |
| 2015 | Marcin Białobłocki   | Kamil Gradek         | Bartosz Huzarski     |
| 2016 | Maciej Bodnar        | Marcin Białobłocki   | Mateusz Taciak       |
| 2017 | Michał Kwiatkowski   | Marcin Białobłocki   | Maciej Bodnar        |
| 2018 | Maciej Bodnar        | Marcin Białobłocki   | Michał Kwiatkowski   |
| 2019 | Maciej Bodnar        | Kamil Gradek         | Marcin Białobłocki   |
| 2020 | Kamil Gradek         | Maciej Bodnar        | Łukasz Wiśniowski    |
| 2021 | Maciej Bodnar        | Filip Maciejuk       | Łukasz Wiśniowski    |
| 2022 | Maciej Bodnar        | Kamil Gradek         | Szymon Rekita        |
| 2023 | Michał Kwiatkowski   | Maciej Bodnar        | Kamil Gradek         |
| 2024 | Filip Maciejuk       | Kamil Gradek         | Szymon Sajnok        |
| 2025 | Filip Maciejuk       | Kamil Małecki        | Piotr Pękala         |

### Titoli femminili
Aggiornato all'edizione 2025.
| Anno | Vincitrice           | Seconda             | Terza                    |
| ---- | -------------------- | ------------------- | ------------------------ |
| 1996 | Agnieszka Wiśniewska | Monika Kotek        | Bogumiła Matusiak        |
| 1997 | Bogumiła Matusiak    | Małgorzata Sandej   | Dorota Czynszak          |
| 1998 | Bogumiła Matusiak    | Monika Kotek        | Paulina Brzeźna          |
| 1999 | Bogumiła Matusiak    | Anna Skawińska      | Paulina Brzeźna          |
| 2000 | Bogumiła Matusiak    | Monika Tyburska     | Małgorzata Wysocka       |
| 2001 | Bogumiła Matusiak    | Anna Skawińska      | Paulina Brzeźna          |
| 2002 | Bogumiła Matusiak    | Monika Tyburska     | Paulina Brzeźna          |
| 2003 | Bogumiła Matusiak    | Paulina Brzeźna     | Małgorzata Wysocka       |
| 2004 | Bogumiła Matusiak    | Paulina Brzeźna     | Magdalena Zamolska       |
| 2005 | Paulina Brzeźna      | Małgorzata Jasińska | Maja Włoszczowska        |
| 2006 | Maja Włoszczowska    | Paulina Brzeźna     | Anna Szafraniec          |
| 2007 | Maja Włoszczowska    | Aleksandra Wnuczek  | Anna Harkowska           |
| 2008 | Paulina Brzeźna      | Małgorzata Jasińska | Anna Harkowska           |
| 2009 | Małgorzata Jasińska  | Edyta Jasińska      | Paulina Brzeźna          |
| 2010 | Małgorzata Jasińska  | Maja Włoszczowska   | Aleksandra Dawidowicz    |
| 2011 | Anna Szafraniec      | Paulina Brzeźna     | Maja Włoszczowska        |
| 2012 | Katarzyna Pawłowska  | Paulina Brzeźna     | Małgorzata Jasińska      |
| 2013 | Eugenia Bujak        | Paulina Brzeźna     | Katarzyna Pawłowska      |
| 2014 | Paulina Guz          | Monika Brzeźna      | Monika Zur               |
| 2015 | Małgorzata Jasińska  | Katarzyna Wilkos    | Paulina Brzeźna          |
| 2016 | Katarzyna Niewiadoma | Anna Plichta        | Malgorzata Jasinska      |
| 2017 | Karolina Karasiewicz | Monika Brzezna      | Anna Plichta             |
| 2018 | Małgorzata Jasińska  | Nikol Plosaj        | Daria Pikulik            |
| 2019 | Lucja Pietrzak       | Agnieszka Skalniak  | Marta Lach               |
| 2020 | Marta Lach           | Katarzyna Wilkos    | Lucja Pietrzak           |
| 2021 | Karolina Karasiewicz | Daria Pikulik       | Dominika Włodarczyk      |
| 2022 | Wiktoria Pikulik     | Dorota Przezak      | Daria Pikulik            |
| 2023 | Monika Brzeźna       | Karolina Perekitko  | Zuzanna Chylińska        |
| 2024 | Dominika Włodarczyk  | Marta Jaskulska     | Zuzanna Chylińska        |
| 2025 | Katarzyna Niewiadoma | Dominika Włodarczyk | Agnieszka Skalniak-Sójka |

| Anno | Vincitrice               | Seconda               | Terza                    |
| ---- | ------------------------ | --------------------- | ------------------------ |
| 1996 | Bogumiła Matusiak        | Agnieszka Godras      | Monika Kotek             |
| 1997 | Dorota Czynszak          | Bogumiła Matusiak     | Monika Kotek             |
| 1998 | Dorota Czynszak          | Bogumiła Matusiak     | Monika Kotek             |
| 1999 | Bogumiła Matusiak        | Monika Tyburska       | Anna Skawińska           |
| 2000 | Monika Tyburska          | Bogumiła Matusiak     | Małgorzata Wysocka       |
| 2001 | Bogumiła Matusiak        | Anna Skawińska        | Monika Tyburska          |
| 2002 | Bogumiła Matusiak        | Joanna Ignasiak       | Monika Tyburska          |
| 2003 | Joanna Ignasiak          | Anna Skawińska        | Paulina Brzeźna          |
| 2004 | Małgorzata Wysocka       | Bogumiła Matusiak     | Joanna Ignasiak          |
| 2005 | Bogumiła Matusiak        | Anna Skawińska        | Magdalena Zamolska       |
| 2006 | Maja Włoszczowska        | Magdalena Zamolska    | Paulina Brzeźna          |
| 2007 | Joanna Ignasiak          | Magdalena Zamolska    | Bogumiła Matusiak        |
| 2008 | Bogumiła Matusiak        | Paulina Brzeźna       | Anna Harkowska           |
| 2009 | Bogumiła Matusiak        | Paulina Brzeźna       | Katarzyna Pawłowska      |
| 2010 | Maja Włoszczowska        | Paulina Brzeźna       | Eugenia Bujak            |
| 2011 | Maja Włoszczowska        | Anna Harkowska        | Martyna Klekot           |
| 2012 | Martyna Klekot           | Paula Gorycka         | Eugenia Bujak            |
| 2013 | Katarzyna Pawłowska      | Eugenia Bujak-Alickun | Paulina Brzeźna          |
| 2014 | Eugenia Bujak            | Katarzyna Pawłowska   | Katarzyna Niewiadoma     |
| 2015 | Eugenia Bujak            | Katarzyna Niewiadoma  | Katarzyna Pawłowska      |
| 2016 | Katarzyna Niewiadoma     | Katarzyna Pawłowska   | Malgorzata Jasinska      |
| 2017 | Katarzyna Pawłowska      | Alicja Ratajczak      | Agnieszka Skalniak       |
| 2018 | Małgorzata Jasińska      | Katarzyna Pawłowska   | Katarzyna Wilkos         |
| 2019 | Anna Plichta             | Małgorzata Jasińska   | Aurela Nerlo             |
| 2020 | Anna Plichta             | Marta Jaskulska       | Karolina Kumięga         |
| 2021 | Karolina Karasiewicz     | Aurela Nerlo          | Marta Jaskulska          |
| 2022 | Agnieszka Skalniak-Sójka | Marta Lach            | Marta Jaskulska          |
| 2023 | Agnieszka Skalniak-Sójka | Marta Lach            | Marta Jaskulska          |
| 2024 | Marta Jaskulska          | Marta Lach            | Agnieszka Skalniak-Sójka |
| 2025 | Agnieszka Skalniak-Sójka | Katarzyna Niewiadoma  | Marta Jaskulska          |